# Sân bay quốc tế Jacinto Lara
Sân bay quốc tế Jacinto Lara (IATA: BRM, ICAO: SVBM) là một sân bay ở Barquisimeto, Venezuela. Sân bay này có 1 đường băng dài 2850 m có bề mặt rải bê tông nhựa

## Các hãng hàng không và các tuyến điểm
Hiện có các hãng hàng không sau hoạt động ở sân bay quốc tế Jacinto Lara:

### Nội địa
- Aeropostal Alas de Venezuela (Caracas)
- Aserca Airlines (Caracas)
- Avior Airlines (Caracas)
- Santa Bárbara Airlines (Caracas, Mérida, Maracaibo, Cumana, San Antonio del Tachira, Valencia)

### Quốc tế
- Insel Air (Curaçao)